# Daniel Petrov
Daniel Bozjilov Petrov (bulgarsk: Даниел Божилов Петров) (født 8. september 1971 i Varna) er en tidligere bulgarsk bokser. Under Sommer-OL 1992 i Barcelona Spanien vandt han en sølvmedalje i vægtklassen Let-fluevægt.  Under Sommer-OL 1996 i Atlanta USA vandt han en guldmedalje i samme vægtklasse. Han var bulgarsk mester i flere år og i 1993 vandt han EM i boksning i Bursa i Tyrkiet. To år senere i 1995 blev han verdensmester i boksning i Berlin i Tyskland. Han forsvarede sin EM-titel i 1996 i Vejle i Danmark.